# Lista de episódios de Breaking Bad
Breaking Bad foi uma série de drama da televisão americana criada por Vince Gilligan, que estreou em 2008 no canal à cabo AMC. A trama se desenvolve através de Walter White (Bryan Cranston), um professor de química de 50 anos da cidade de Albuquerque, Novo México. Após White ser diagnosticado com um câncer de pulmão, ele usa seus conhecimentos em química para cozinhar metanfetamina juntamente com seu ex-aluno Jesse Pinkman (Aaron Paul) para garantir o futuro financeiro de sua família.

## Resumo da série
| Temporada | Temporada | Episódios | Episódios | Originalmente exibido | Originalmente exibido  | Originalmente exibido |
| Temporada | Temporada | Episódios | Episódios | Estreia da temporada  | Final da temporada     | Emissora              |
| --------- | --------- | --------- | --------- | --------------------- | ---------------------- | --------------------- |
|           | 1         | 7         | 7         | 20 de janeiro de 2008 | 9 de março de 2008     | AMC                   |
|           | 2         | 13        | 13        | 8 de março de 2009    | 31 de maio de 2009     | AMC                   |
|           | 3         | 13        | 13        | 21 de março de 2010   | 13 de junho de 2010    | AMC                   |
|           | 4         | 13        | 13        | 17 de julho de 2011   | 9 de outubro de 2011   | AMC                   |
|           | 5         | 16        | 8         | 15 de julho de 2012   | 2 de setembro de 2012  | AMC                   |
|           | 5         | 16        | 8         | 11 de agosto de 2013  | 29 de setembro de 2013 | AMC                   |
|           | Filme     | Filme     | Filme     | 11 de outubro de 2019 | 11 de outubro de 2019  | Netflix               |

## Lista de episódios

### Temporada 1 (2008)
| N.º geral | N.º na temp. | Título                                                   | Dirigido por   | Escrito por    | Exibição original       | Audiência (milhões) |
| --------- | ------------ | -------------------------------------------------------- | -------------- | -------------- | ----------------------- | ------------------- |
| 1         | 1            | "Pilot (Piloto)"                                         | Vince Gilligan | Vince Gilligan | 20 de janeiro de 2008   | 1,41                |
| 2         | 2            | "Cat's in the Bag... (Ressurreição)"                     | Adam Bernstein | Vince Gilligan | 27 de janeiro de 2008   | 1,49                |
| 3         | 3            | "...And the Bag's in the River (Dúvida)"                 | Adam Bernstein | Vince Gilligan | 10 de fevereiro de 2008 | 1,08                |
| 4         | 4            | "Cancer Man (Homem com Câncer)"                          | Jim McKay      | Vince Gilligan | 17 de fevereiro de 2008 | 1,09                |
| 5         | 5            | "Gray Matter (Matéria Cinzenta)"                         | Tricia Brock   | Patty Lin      | 24 de fevereiro de 2008 | 0,97                |
| 6         | 6            | "Crazy Handful of Nothin' (O Grande Blefe)"              | Bronwen Hughes | George Mastras | 2 de março de 2008      | 1,07                |
| 7         | 7            | "A No-Rough-Stuff-Type Deal (Um Trato sem Dificuldades)" | Tim Hunter     | Peter Gould    | 9 de março de 2008      | 1,50                |

### Temporada 2 (2009)
| N.º geral | N.º na temp. | Título                                             | Dirigido por      | Escrito por                 | Exibição original   | Audiência (milhões) |
| --------- | ------------ | -------------------------------------------------- | ----------------- | --------------------------- | ------------------- | ------------------- |
| 8         | 1            | "Seven Thirty-Seven (Sete Três Sete)"              | Bryan Cranston    | J. Roberts                  | 8 de março de 2009  | 1,66                |
| 9         | 2            | "Grilled (Grelhado)"                               | Charles Haid      | George Mastras              | 15 de março de 2009 | N/A                 |
| 10        | 3            | "Bit by a Dead Bee (Mordido por uma Abelha Morta)" | Terry McDonough   | Peter Gould                 | 22 de março de 2009 | 1,13                |
| 11        | 4            | "Down (Deprimido)"                                 | John Dahl         | Sam Catlin                  | 29 de março de 2009 | 1,29                |
| 12        | 5            | "Breakage (Perda)"                                 | Johan Renck       | Moira Walley-Beckett        | 5 de abril de 2009  | 1,21                |
| 13        | 6            | "Peekaboo (Achou)"                                 | Peter Medak       | J. Roberts & Vince Gilligan | 12 de abril de 2009 | 1.41                |
| 14        | 7            | "Negro y Azul (Preto e Azul)"                      | Felix Alcala      | John Shiban                 | 19 de abril de 2009 | N/A                 |
| 15        | 8            | "Better Call Saul (É Melhor Ligar para o Saul)"    | Terry McDonough   | Peter Gould                 | 26 de abril de 2009 | 1,04                |
| 16        | 9            | "4 Days Out (4 Dias Fora)"                         | Michelle MacLaren | Sam Catlin                  | 3 de maio de 2009   | N/A                 |
| 17        | 10           | "Over (Acabou)"                                    | Phil Abraham      | Moira Walley-Beckett        | 10 de maio de 2009  | N/A                 |
| 18        | 11           | "Mandala (Mandala)"                                | Adam Bernstein    | George Mastras              | 17 de maio de 2009  | N/A                 |
| 19        | 12           | "Phoenix (Fênix)"                                  | Colin Bucksey     | John Shiban                 | 24 de maio de 2009  | N/A                 |
| 20        | 13           | "ABQ (Albuquerque)"                                | Adam Bernstein    | Vince Gilligan              | 31 de maio de 2009  | N/A                 |

### Temporada 3 (2010)
| N.º geral | N.º na temp. | Título                                 | Dirigido por      | Escrito por                       | Exibição original   | Audiência (milhões) |
| --------- | ------------ | -------------------------------------- | ----------------- | --------------------------------- | ------------------- | ------------------- |
| 21        | 1            | "No Más (Chega)"                       | Bryan Cranston    | Vince Gilligan                    | 21 de março de 2010 | 1,95                |
| 22        | 2            | "Caballo sin Nombre (Cavalo Sem Nome)" | Adam Bernstein    | Peter Gould                       | 28 de março de 2010 | 1,55                |
| 23        | 3            | "I.F.T. (Eu Transei com o Ted)"        | Michelle MacLaren | George Mastras                    | 4 de abril de 2010  | 1,33                |
| 24        | 4            | "Green Light (Sinal Verde)"            | Scott Winant      | Sam Catlin                        | 11 de abril de 2010 | 1,46                |
| 25        | 5            | "Más (Mas)"                            | Johan Renck       | Moira Walley-Beckett              | 18 de abril de 2010 | 1,61                |
| 26        | 6            | "Sunset (Ao Por do Sol)"               | John Shiban       | John Shiban                       | 25 de abril de 2010 | 1,64                |
| 27        | 7            | "One Minute (Um Minuto)"               | Michelle MacLaren | Thomas Schnauz                    | 2 de maio de 2010   | 1,52                |
| 28        | 8            | "I See You (Eu Vejo Você)"             | Colin Bucksey     | Gennifer Hutchison                | 9 de maio de 2010   | 1,78                |
| 29        | 9            | "Kafkaesque (Kafkaesco)"               | Michael Slovis    | Peter Gould & George Mastras      | 16 de maio de 2010  | 1,61                |
| 30        | 10           | "Fly (A Mosca)"                        | Rian Johnson      | Sam Catlin & Moira Walley-Beckett | 23 de maio de 2010  | 1,20                |
| 31        | 11           | "Abiquiu (Abiquiu)"                    | Michelle MacLaren | John Shiban & Thomas Schnauz      | 30 de maio de 2010  | 1,32                |
| 32        | 12           | "Half Measures (Meias Medidas)"        | Adam Bernstein    | Sam Catlin & Peter Gould          | 6 de junho de 2010  | 1,19                |
| 33        | 13           | "Full Measure (Medida Plena)"          | Vince Gilligan    | Vince Gilligan                    | 13 de junho de 2010 | 1,56                |

### Temporada 4 (2011)
| N.º geral | N.º na temp. | Título                                         | Dirigido por      | Escrito por                           | Exibição original      | Audiência (milhões) |
| --------- | ------------ | ---------------------------------------------- | ----------------- | ------------------------------------- | ---------------------- | ------------------- |
| 34        | 1            | "Box Cutter (Estilete)"                        | Adam Bernstein    | Vince Gilligan                        | 17 de julho de 2011    | 2,58                |
| 35        | 2            | "Thirty-Eight Snub (Trinta e Oito Cano Curto)" | Michelle MacLaren | George Mastras                        | 24 de julho de 2011    | 1,97                |
| 36        | 3            | "Open House (Casa em Exposição)"               | David Slade       | Sam Catlin                            | 31 de julho de 2011    | 1,71                |
| 37        | 4            | "Bullet Points"                                | Colin Bucksey     | Moira Walley-Beckett                  | 7 de agosto de 2011    | 1,83                |
| 38        | 5            | "Shotgun"                                      | Michelle MacLaren | Thomas Schnauz                        | 14 de agosto de 2011   | 1,75                |
| 39        | 6            | "Cornered"                                     | Michael Slovis    | Gennifer Hutchison                    | 21 de agosto de 2011   | 1,67                |
| 40        | 7            | "Problem Dog"                                  | Peter Gould       | Peter Gould                           | 28 de agosto de 2011   | 1,91                |
| 41        | 8            | "Hermanos"                                     | Johan Renck       | Sam Catlin & George Mastras           | 4 de setembro de 2011  | 1,98                |
| 42        | 9            | "Bug"                                          | Terry McDonough   | Moira Walley-Beckett & Thomas Schnauz | 11 de setembro de 2011 | 1,89                |
| 43        | 10           | "Salud"                                        | Michelle MacLaren | Peter Gould & Gennifer Hutchison      | 18 de setembro de 2011 | 1,80                |
| 44        | 11           | "Crawl Space"                                  | Scott Winant      | George Mastras & Sam Catlin           | 25 de setembro de 2011 | 1,55                |
| 45        | 12           | "End Times"                                    | Vince Gilligan    | Thomas Schnauz & Moira Walley-Beckett | 2 de outubro de 2011   | 1,73                |
| 46        | 13           | "Face Off"                                     | Vince Gilligan    | Vince Gilligan                        | 9 de outubro de 2011   | 1,90                |

### Temporada 5 (2012–13)
| Parte 1 |    |                    |                   |                      |                        |       |
| 47      | 1  | "Live Free or Die" | Michael Slovis    | Vince Gilligan       | 15 de julho de 2012    | 2,93  |
| 48      | 2  | "Madrigal"         | Michelle MacLaren | Vince Gilligan       | 22 de julho de 2012    | 2,29  |
| 49      | 3  | "Hazard Pay"       | Adam Bernstein    | Peter Gould          | 29 de julho de 2012    | 2,20  |
| 50      | 4  | "Fifty-One"        | Rian Johnson      | Sam Catlin           | 5 de agosto de 2012    | 2,29  |
| 51      | 5  | "Dead Freight"     | George Mastras    | George Mastras       | 12 de agosto de 2012   | 2,48  |
| 52      | 6  | "Buyout"           | Colin Bucksey     | Gennifer Hutchison   | 19 de agosto de 2012   | 2,81  |
| 53      | 7  | "Say My Name"      | Thomas Schnauz    | Thomas Schnauz       | 26 de agosto de 2012   | 2,98  |
| 54      | 8  | "Gliding Over All" | Michelle MacLaren | Moira Walley-Beckett | 2 de setembro de 2012  | 2,78  |
| Parte 2 |    |                    |                   |                      |                        |       |
| 55      | 9  | "Blood Money"      | Bryan Cranston    | Peter Gould          | 11 de agosto de 2013   | 5,92  |
| 56      | 10 | "Buried"           | Michelle MacLaren | Thomas Schnauz       | 18 de agosto de 2013   | 4,77  |
| 57      | 11 | "Confessions"      | Michael Slovis    | Gennifer Hutchison   | 25 de agosto de 2013   | 4,85  |
| 58      | 12 | "Rabid Dog"        | Sam Catlin        | Sam Catlin           | 1 de setembro de 2013  | 4,41  |
| 59      | 13 | "To'hajiilee"      | Michelle MacLaren | George Mastras       | 8 de setembro de 2013  | 5,11  |
| 60      | 14 | "Ozymandias"       | Rian Johnson      | Moira Walley-Beckett | 15 de setembro de 2013 | 6,37  |
| 61      | 15 | "Granite State"    | Peter Gould       | Peter Gould          | 22 de setembro de 2013 | 6,58  |
| 62      | 16 | "Felina"           | Vince Gilligan    | Vince Gilligan       | 29 de setembro de 2013 | 10,28 |

## Mini-episódios (2009)
Em fevereiro de 2009, a AMC fez uma série de 5 mini-episódios disponíveis online na internet (e incluídos no DVD da Temporada 2), todos eles possuem um caráter mais cômico do que os episódios completos.
| No. | Título               | Dirigido por: | Escrito por:       | Exibição Original       |
| --- | -------------------- | ------------- | ------------------ | ----------------------- |
| 1   | "Good Cop / Bad Cop" | John Shiban   | Suzanne Potts      | 17 de fevereiro de 2009 |
| 2   | "Wedding Day"        | John Shiban   | Kate Powers        | 17 de fevereiro de 2009 |
| 3   | "TwaüghtHammër"      | John Shiban   | Gennifer Hutchison | 17 de fevereiro de 2009 |
| 4   | "Marie's Confession" | John Shiban   | Vince Gilligan     | 17 de fevereiro de 2009 |
| 5   | "The Break-In"       | John Shiban   | Gennifer Hutchison | 17 de fevereiro de 2009 |

## Lançamento em DVD e Blu-ray
| Temporada | Temporada  | Data de lançamento em DVD | Data de lançamento em DVD | Data de lançamento em DVD | Data de lançamento em Blu-ray Disc | Data de lançamento em Blu-ray Disc | Data de lançamento em Blu-ray Disc |
| Temporada | Temporada  | Região 1                  | Região 2                  | Região 4                  | Região A                           | Região B                           |                                    |
| --------- | ---------- | ------------------------- | ------------------------- | ------------------------- | ---------------------------------- | ---------------------------------- | ---------------------------------- |
|           | 1          | 24 de fevereiro de 2009   | 14 de dezembro de 2009    | 8 de julho de 2009        | 16 de março de 2010                | 2 de novembro de 2011              |                                    |
|           | 2          | 16 de março de 2010       | 26 de julho de 2010       | 8 de fevereiro de 2010    | 16 de março de 2010                | 2 de novembro de 2011              |                                    |
|           | 3          | 7 de junho de 2011        | 19 de maio de 2011        | 24 de novembro de 2010    | 7 de junho de 2011                 | 2 de novembro de 2011              |                                    |
|           | 4          | 5 de junho de 2012        | 22 de março de 2012       | 28 de março de 2012       | 5 de junho de 2012                 | 13 de junho de 2012                |                                    |
|           | 5 (Pt. I)  | 4 de junho de 2013        | 3 de junho de 2013        | 6 de junho de 2013        | 4 de junho de 2013                 | 3 de junho de 2013                 |                                    |
|           | 5 (Pt. II) | 26 de novembro de 2013    | 25 de novembro de 2013    | 28 de novembro de 2013    | 26 de novembro de 2013             | 25 de novembro de 2013             |                                    |